# Alejandro Jodorowsky
Pour les articles homonymes, voir Jodorowsky.
Alejandro Jodorowsky Prullansky [aleˈxandɾo xoðoˈɾofski], parfois surnommé « Jodo », né le 17 février 1929 à Iquique, est un artiste franco-chilien. Surtout connu comme scénariste de bande dessinée et réalisateur, il est également acteur, mime, romancier, essayiste et poète.
Il est auteur de performances au sein du groupe actionniste Panique, qu'il a créé avec Roland Topor et Fernando Arrabal.
Au cinéma, il est l'auteur de plusieurs films ayant en commun une forte symbolique spirituelle et syncrétique, et un aspect provocateur, tels que El topo (1970), La Montagne sacrée (1973) et Santa sangre (1989).

## Biographie

### Les débuts
Alejandro Jodorowsky est né à Iquique, le 17 février 1929 d'une famille juive originaire d'Iekaterinoslav, d'Elisavetgrad et d'autres villes ukrainiennes, émigrée au Chili lors de la révolution russe. Son père, également pompier au cours de sa vie, y tient un magasin général.
À 19 ans, il découvre Franz Kafka et Fiodor Dostoïevski. Il crée ensuite un théâtre de marionnettes et se produit comme clown dans un cirque.

### La période parisienne
Son père voulait qu'il devienne médecin ; mais en 1953 il quitte le Chili pour Paris, et travaille avec le mime Marceau pour lequel il écrit Le fabricant de masques. Sur sa demande, il écrit le synopsis d'une bande dessinée, qui ne paraît que dix ans plus tard avec un dessin d'Olivier Boiscommun. Il met ensuite en scène Maurice Chevalier. Il assiste à des cours de Gaston Bachelard auprès duquel il étudie l'histoire de l'alchimie, à la suite de sa lecture des ouvrages de Carl Gustav Jung sur le même sujet. Il fréquente aussi les surréalistes. Mais en 1962, il s'en sépare et crée le groupe Panique avec Roland Topor et Fernando Arrabal, en réaction au mouvement surréaliste.

### Au Mexique, homme de théâtre, créateur de bandes dessinées et cinéaste
En 1965, il fonde le théâtre d'avant-garde de Mexico. Mais la censure lui interdit la présentation de trois de ses mises en scène : de Strindberg, de Ionesco, et de sa propre création L'Opéra de l'ordre. Pour cette dernière, non seulement les carabiniers sont envoyés pour empêcher la représentation, mais de plus, les cours de mime qu'il donnait à l'école de théâtre des beaux arts sont aussi interdits.
En difficulté financière, il accepte de tenter une carrière de créateur de bandes dessinées. En 1967 il réalise, texte, dessin et couleur, les premières planches de ce qui constituera les Fables Paniques. Elles sont publiées à raison d'une par semaine dans le supplément hebdomadaire du quotidien El Heraldo de México. Au total, 283 planches sont publiées, la série s'interrompt fin 1973.
Au Mexique il tourne trois films, Fando et Lis, El topo et La Montagne sacrée, ce dernier inspiré du Mont Analogue de René Daumal. Ses films témoignent aussi de l'influence de cinéastes aux visions oniriques comme Fellini.
Il étudie le zen auprès du maître Ejo Takata.

### Le «cabaret mystique»

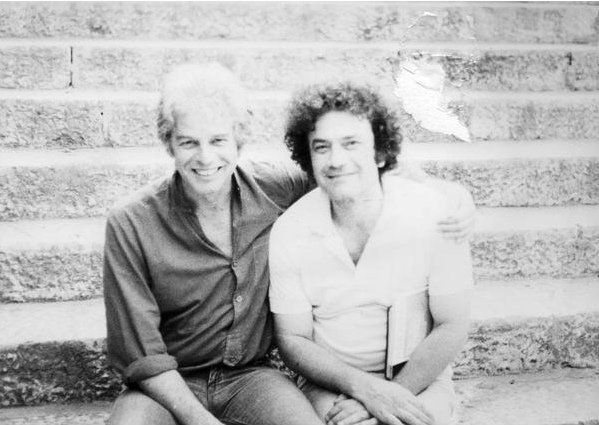
Alejandro Jodorowsky et Beppe Costa au festival du film de Taormine 1980.

À partir des années 1980, il anime dans divers lieux de Paris (comme une université, un bar ou un dojo) une réunion ouverte hebdomadaire, intitulée « Le Cabaret mystique », où il témoigne — dans l'esprit d'une agora ouverte à ses auditeurs — de thèmes touchant à l'éveil intérieur comme la pratique du zen, les arts martiaux, la tradition chilienne, l'héritage spirituel de l'humanité, le massage, la « sagesse des blagues », la psychanalyse, Carlos Castaneda. On peut voir des extraits de ces réunions dans le documentaire La Constellation Jodorowsky, où l'on voit également que Jean Giraud y a participé.
Son parcours singulier est retracé dans deux ouvrages autobiographiques, Le Théâtre de la guérison et La Danse de la réalité.

### Famille
Il est le père de cinq enfants, une fille, Eugenia, et quatre garçons, qu'il fait jouer dans certains de ses films :
- Brontis, né en 1962, acteur (qui joue enfant dans El Topo puis adulte dans La danza de la realidad et Poesía sin fin. Son père envisageait de lui confier le rôle de Paul Atréides dans l'adaptation du roman de Frank Herbert, Dune. Le film ne sera jamais réalisé. Cette aventure est racontée en 2013 dans le documentaire Jodorowsky's Dune). Brontis est le père de l'actrice Alma Jodorowsky ;
- Axel dit « Cristóbal », (1965-2022), acteur également (Santa sangre, performance pour laquelle il a reçu une nomination au Saturn Award du meilleur acteur en 1991, et protagoniste du documentaire sur le chamanisme Quantum Men) puis dans La danza de la realidad sous le nom de Cristobal Jodorowsky). Il décède le 15 septembre 2022 [9];
- Teo, né en 1971. Il joue un petit rôle dans Santa sangre. Il est proche des rappeurs français Suprême NTM qui lui dédient le court-métrage Paris sous les bombes filmé par Seb Janiak et sorti en 1995. Dans le titre "Check The Flow", le rappeur Lucien lui dédie également ce morceau en le citant dans son couplet[10]. Il meurt d'une overdose en 1995[11] ;
- Adan, acteur et musicien (le plus jeune fils, né en 1979, connu sous le nom de scène d'Adanowsky. Son père le fit tourner enfant dans Santa sangre, pour lequel il remporte un Saturn Award du meilleur jeune acteur à Los Angeles en 1990, puis plus récemment dans La danza de la realidad et Poesía sin fin). Il accède à la célébrité en 2008 en tant que chanteur et musicien.

## Style graphique et imaginaire
Les univers qu'il développe sont en général des univers de science-fiction, voire des mondes fantastiques. Ses histoires se caractérisent par la présence de nombreuses métaphores et symboles, auxquels il mêle souvent une description sociale ; on pense par exemple aux révoltes contre la dictature dans L'Incal, la reconstitution de la colonisation du Mexique par les conquistadores (des crapauds dans La Montagne sacrée) ou encore la description des bas-fonds d'une grande ville et des religions populaires dans Santa sangre.

## Études et travaux sur le tarot
Jodorowsky est également connu pour sa pratique du tarot divinatoire, pour lequel il a une approche plus jungienne, psychologique ou « psychomagique » qu'occultiste ou ésotériste.
Son travail autour du Tarot dit de Marseille se traduit par de nombreuses conférences depuis les années 1980, et plusieurs ouvrages parmi lesquels on peut citer La Voie du Tarot, en coécriture avec Marianne Costa. En outre il a créé – avec Philippe Tourrasse, dit Philippe Camoin (descendant de Jean-Baptiste Camoin, qui avait en partie hérité par mariage et en partie racheté la fabrique des héritiers du célèbre cartier Nicolas Conver) – une version modifiée et modernisée du tarot de Nicolas Conver à la fin des années 1990. La Voie du Tarot (Jodorowsky) et la notice du Tarot de Marseille (Jodorowsky-Camoin), précisent quelques détails sur la création de ce jeu de tarot : entièrement redessiné informatiquement sur la base d'un tarot de Nicolas Conver pour modèle, avec des ajouts de détails provenant de divers autres jeux de tarots dit de Marseille, de Besançon et autres, ainsi que l'ajout de couleurs modernisées, ce jeu de tarot viserait – aux dires des auteurs – à « reconstituer le tarot tel qu'il était à son origine », mais cette affirmation ne cadre pas du tout avec l'état actuel des connaissances historiques sur les tarots. En effet, le modèle de Conver est une version assez tardive du motif dit de Marseille, les nouvelles couleurs utilisées par Jodorowsky et Camoin ne se retrouvent pas sur les tarots anciens, des détails inédits ou issus de divers jeux ont été introduits, etc.

## Cinéma
La carrière cinématographique de Jodorowsky commence en 1957, avec La Cravate, un court-métrage muet adapté d'une nouvelle, où Raymond Devos apparait.

### Fando et Lis
En 1967, Alejandro Jodorowsky réalise Fando et Lis, une adaptation de la pièce de théâtre de Fernando Arrabal, autre membre du mouvement Panique. Jodorowsky avait lui-même joué dans la pièce de théâtre au Mexique. Ce film est une adaptation très personnelle et lève le voile sur l'univers complexe du réalisateur chilien. Le film est qualifié d'ésotérique,, d'érotique et de surréaliste.
Fando et Lis, projeté au festival du film d'Acapulco en 1968, provoque une émeute où Alejandro Jodorowsky manque de peu être lynché. Ce premier accueil annonce une carrière atypique.

### El Topo
La dimension « mystique » grandissante de son œuvre lui apporte une certaine renommée, tel El Topo, réalisé en 1970, sorte de western métaphysique. L'aura mystique unique d'El Topo attire tous les soirs à minuit des spectateurs fervents, l'appellation de « Midnight movie » est même créée pour le film. Le bouche à oreille fonctionne tellement bien que des stars comme John Lennon ou Andy Warhol viennent voir le film à l'Elgin Theater. Allen Klein, le manager des Beatles en 1970, deviendra d'ailleurs le producteur du film suivant, La Montagne sacrée.

### La Montagne sacrée
En 1973, Alejandro Jodorowsky réalise un autre film qui atteindra un statut culte : La Montagne sacrée, très librement inspirée du Mont Analogue de René Daumal. Le film est projeté au festival de Cannes en 1973 mais hors de la compétition officielle car aucun pays n'est attribué au film. Le tournage de La Montagne sacrée au Mexique connait d'ailleurs les pires difficultés avec le gouvernement mexicain, qui demande à Jodorowsky de ne pas mettre en scène une représentation quelconque de l'État ou de l'Église. Cette censure oblige Jodorowsky à fuir le Mexique pour les États-Unis.
Par suite de leur admiration pour El Topo, John Lennon et Yoko Ono participent au financement de ce film.

### Un projet avorté:Dune
En 1975, Jodorowsky commence à travailler l'adaptation du roman Dune de Frank Herbert, en association avec le producteur français Michel Seydoux. Le projet comportait la participation d'Orson Welles, les décors de Mœbius et d'H.R. Giger, et des musiques de Pink Floyd, Tangerine Dream et Magma. Salvador Dalí avait accepté de jouer le rôle de l'empereur Padisha Shaddam IV  pour 100 000 $ l'heure de travail . Le projet tourne court quand les producteurs lâchent Jodorowsky en voyant le budget nécessaire. Quelques années plus tard, David Lynch tourne son propre Dune sans lien avec le projet de Jodorowsky et qui sera un échec commercial et critique. Après Tusk (1978) et l'échec de l'adaptation de Dune, Jodorowsky s'éloigne du cinéma, réservant sa créativité pour la bande dessinée.
Ce film avorté aura quand même eu le temps de donner naissance à un storyboard complet, avec le détail de toute la réalisation et notamment des effets spéciaux, costumes et ambiances. Ce travail, effrayant pour les producteurs mais fascinant pour les réalisateurs et jeunes artistes, a cependant eu une influence fertile sur une partie du cinéma de science-fiction des années suivantes, dont Alien (qui réutilise une bonne partie de l'équipe réunie par Jodorowsky) ou même Star Wars. Du côté de Jodorowsky, une grande partie de ce travail se retrouve dans sa production de bandes dessinées, notamment L'Incal et La Caste des méta-barons.
L'ensemble du projet a fait l'objet d'un documentaire en 2013 : Jodorowsky's Dune.

### Santa sangreetLe Voleur d'arc en ciel

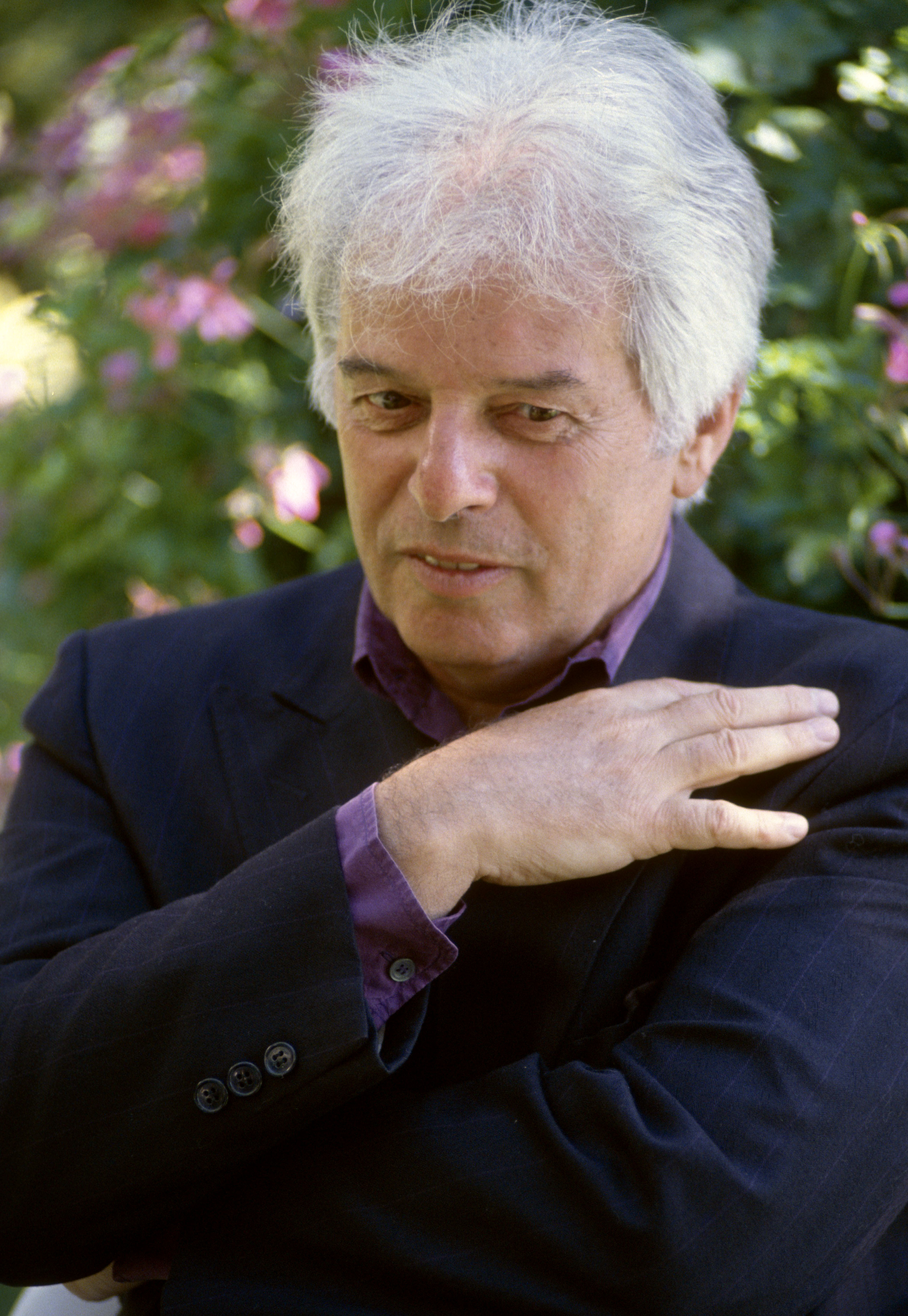
Alejandro Jodorowsky en 1991.

Alejandro Jodorowsky revient au cinéma en 1989 avec Santa sangre et Le voleur d'arc en ciel, réalisé en 1992, avec Peter O'Toole et Omar Sharif. Ces deux films lui permettent de renouer avec une nouvelle reconnaissance.

### La danza de la realidad et Poesía sin fin
Au début des années 2000, alors qu'il n'a pas tourné depuis près de dix ans, il tente de donner une suite à El Topo : Les Fils d'El Topo (The Sons of El Topo). À la suite de problèmes juridiques avec le producteur Allen Klein, le projet est renommé AbelCain. Le réalisateur a affirmé plusieurs fois son intention de mener le projet à terme, mais on ignore si ce sera effectif. Dans la même période, Jodorowsky commence un autre projet, Triptyque (Tryptych), encore inabouti. Un film coproduit par David Lynch, King Shot, est annoncé pour 2010. Marilyn Manson, Asia Argento et Nick Nolte sont pressentis, mais, par manque de financement, le projet avorte.

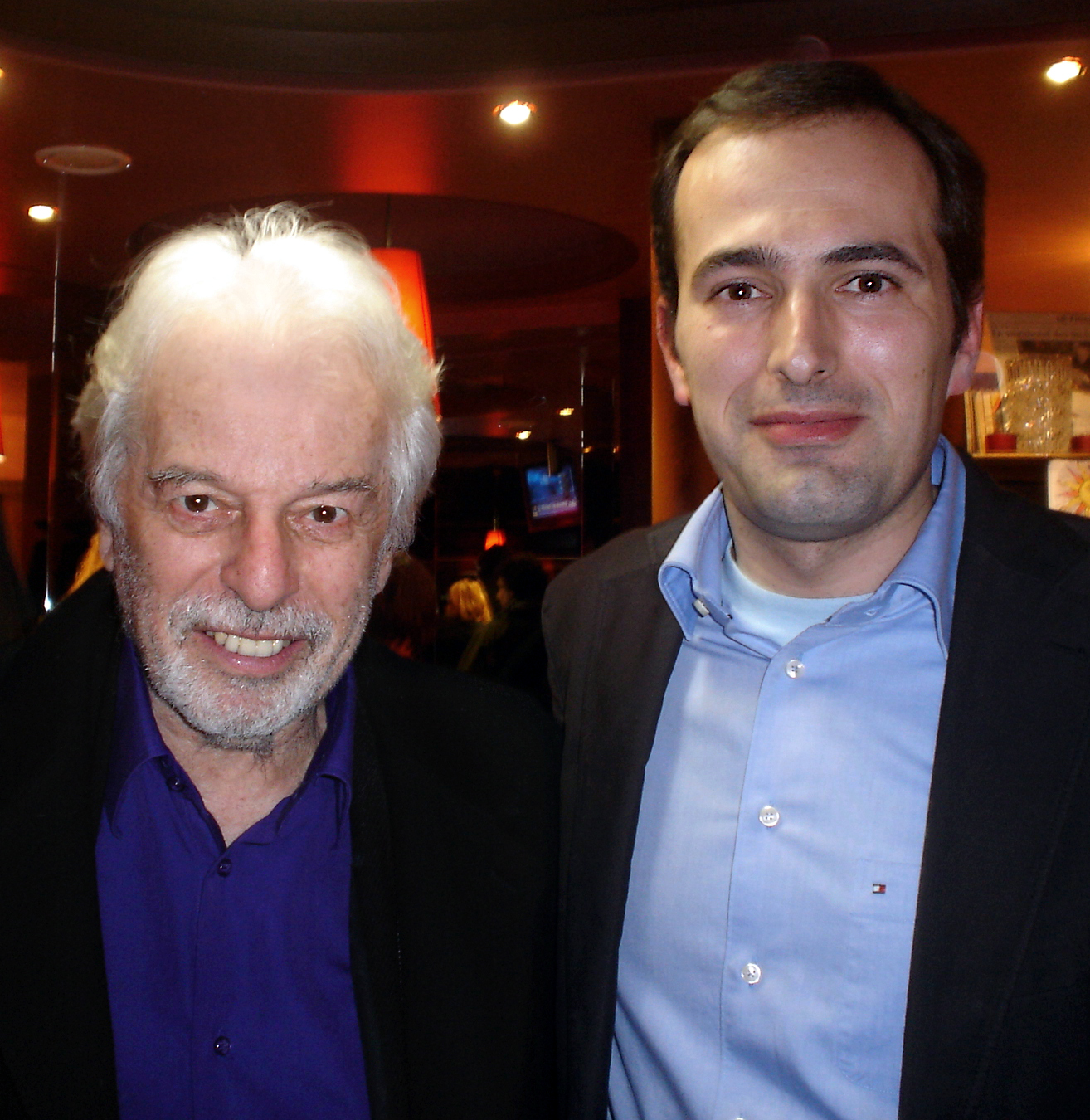
Alejandro Jodorowsky et l'écrivain espagnol Diego Moldes, Paris, 2008

En 2012, Alejandro Jodorowsky fait un appel à dons par Internet afin de produire un film autobiographique : La danza de la realidad. Le film est tourné dans son village natal, Tocopilla, et sort en septembre 2013 dans les circuits classiques de diffusion. En 2016, Poesía sin fin, suite de La danza de la realidad, est présentée à la Quinzaine des réalisateurs du festival de Cannes.
En octobre 2019 sort Psychomagie, un art pour guérir, documentaire d'une durée de 104 minutes où Alejandro Jodorowsky présente sa méthode illustrée de thérapie poétique par l'art.

## Théâtre
Le théâtre est pour Alejandro Jodorowsky une véritable école, tout comme la pantomime et les marionnettes. Longtemps acteur avant d'être réalisateur, il interprète le rôle principal de son second film El Topo et le rôle du maître alchimiste dans La Montagne sacrée.
Après avoir vécu à Paris, Jodorowsky vit dans les années 1960 au Mexique, où il réalise la majeure partie de ses films. Il y développe notamment le théâtre d'avant-garde de Mexico avec son ami Fernando Arrabal, complice du mouvement Panique dont il adapte la pièce Fando et Lis à l'écran, y créant des pièces de Samuel Beckett ou d'Eugène Ionesco. Sa carrière théâtrale au Mexique est interrompue par la censure du Parti révolutionnaire institutionnel au pouvoir à l'époque. Interdit de mise en scène, il est aussi mis sur liste noire ce qui l'empêche même de donner ses cours de mime.
En 2001, Jodorowsky revient au théâtre, à la fois acteur, auteur et metteur en scène de son Opéra panique. En 2008 il écrit L'École des ventriloques pour la Compagnie Point Zéro (le spectacle est créé à Bruxelles en 2008 dans une mise en scène de Jean-Michel d'Hoop), et en 2009, pour son fils Brontis, Le Gorille, monologue inspiré de Communication à une académie de Franz Kafka, dont il assure la mise en scène (création à Bruxelles en mai 2009).

## Bande dessinée

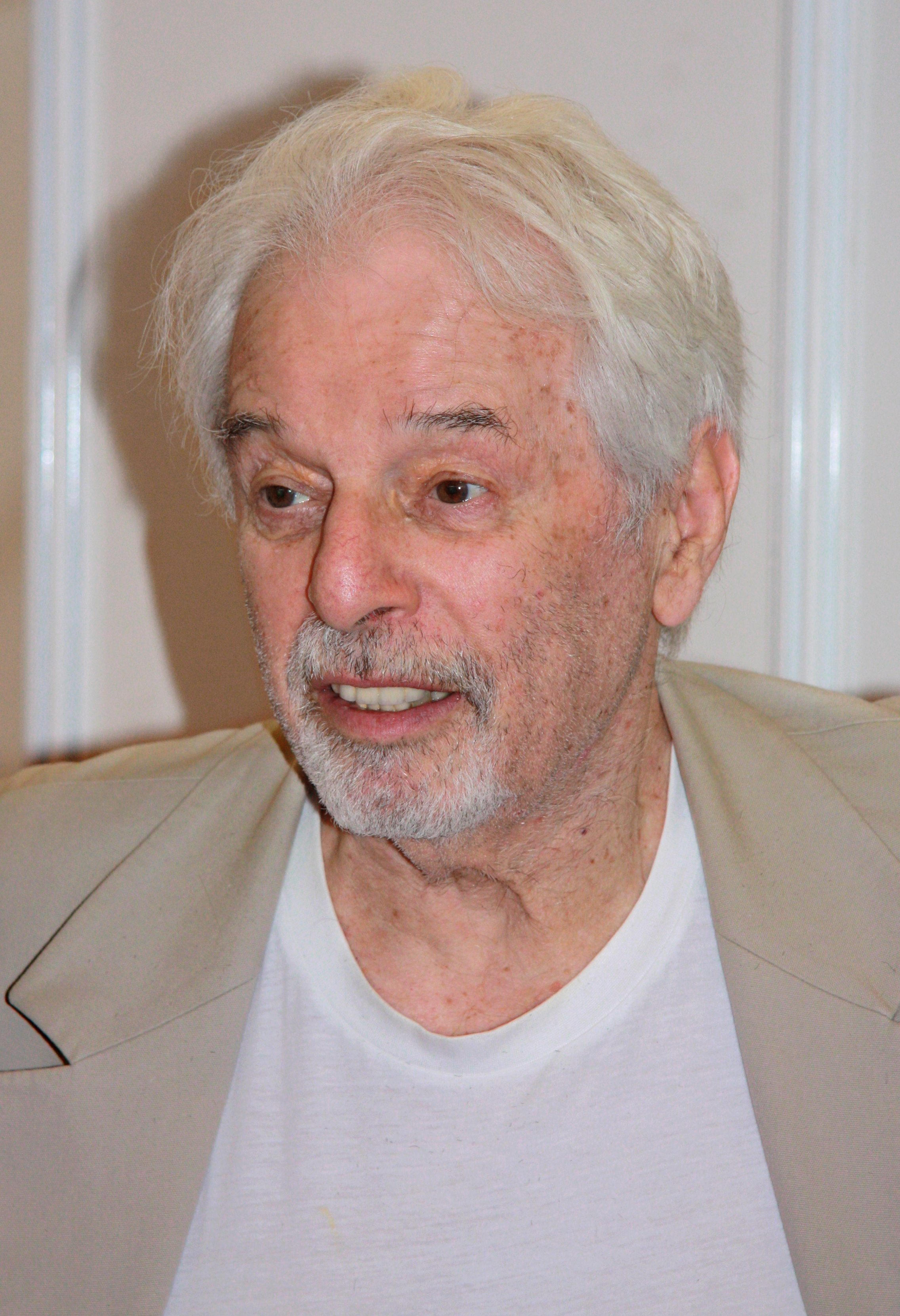
Alejandro Jodorowsky à la Japan Expo 2008.

Jodorowsky fait une première incursion dans la bande dessinée en 1966 avec Anibal 5, une saga illustrée par Moro. Mais c'est surtout dans les années 1980 qu'il travaille des scénarios de bande dessinée, principalement la série L'Incal, dessinée par Mœbius rencontré en 1975, avec lequel il travaille sur l'ébauche avortée de Dune. Associé au dessinateur Juan Giménez, il produit La Caste des Méta-Barons : vaste saga du même monde que L'Incal, il y donne libre cours à ses théories sur l'importance de la lignée, le rôle de la paternité et de l'union entre deux amants. Une autre série, Les Technopères, en collaboration avec le dessinateur Zoran Janjetov (avec lequel il a déjà collaboré sur la série Avant l'Incal), reprend et développe ses mythes personnels. Il scénarise également la série Juan Solo, une aventure où un jeune homme vit un parcours initiatique à travers la violence et l'immoralité dans une ville corrompue d'Amérique du Sud.
Jodorowsky et Mœbius se retrouvent en 2000 pour réaliser Après l'Incal, qui aurait dû constituer le début de l'histoire de la troisième série dans la chronologie de L'Incal, mais qui reste inachevé avec un seul album Le Nouveau Rêve. Un projet de série dérivée avec le dessinateur Yacine Elghorri et basée sur le personnage Gorgo le Sale a été avorté. Finalement, en 2008 Jodorowsky crée la dernière partie du triptyque de L'Incal, avec le premier tome de la série Final Incal dessinée par José Ladrönn. Il est également le scénariste de la série du Lama Blanc dessiné par Georges Bess, racontant le parcours extraordinaire d'un enfant blanc, réincarnation du Grand Lama.
Il a aussi collaboré avec François Boucq sur les séries Face de Lune et Bouncer ainsi qu'avec Arno, Covial et Marco Nizzoli sur deux séries – Les Aventures d'Alef-Thau et Le Monde d'Alef-Thau – dont le personnage principal, né enfant-tronc sans bras ni jambes, acquiert au fur et à mesure des épisodes une intégrité physique et spirituelle. De la collaboration avec le dessinateur Silvio Cadelo naissent les deux volumes de la « saga d'Alandor », Le Dieu jaloux et l'Ange carnivore, combinant univers de fantasy baroque et quête spirituelle.

## Œuvres littéraires

### Bandes dessinées

#### One-Shot
- Polar extreme - Gilles Hamesh, Privé (de tout), Les Humanoïde Associés, 1998  (ISBN 9782731611953) Scénario : Alejandro Jodorosky - Dessin : Durandur

#### Séries
- Les Armes du Méta-Baron, Les Humanoïdes Associés, 2008
Scénario : Alejandro Jodorowsky - Dessin : Travis Charest et Zoran Janjetov
- Astéroïde hurlant, Les Humanoïdes Associés, 2006
Scénario : Alejandro Jodorowsky - Dessin et couleurs : collectif
- Les Fils d'El Topo, Glénat, 2016
Scénario : Alejandro Jodorowsky - Dessin : José Ladrönn
- Griffes d'ange, Les Humanoïdes Associés, 1994
Scénario : Alejandro Jodorowsky - Dessin : Mœbius
- Le Lama Blanc, Les Humanoïdes Associés, 2010
Scénario : Alejandro Jodorowsky - Dessin : George Bess
- Le Trésor de l'ombre, Les Humanoïdes Associés, 1999
Scénario : Alejandro Jodorowsky - Dessin : François Boucq
- La vérité est au fond des rêves, Les Humanoïdes Associés, 1993
Scénario : Alejandro Jodorowsky - Dessin : Jean-Jacques Chaubin
- Les Yeux du chat, Les Humanoïdes Associés, 1978
Scénario : Alejandro Jodorowsky - Dessin : Mœbius

### Dramaturgie
- Opéra Panique, Métailié (Suites, 42), Paris, 2001  (ISBN 2-86424-388-1). Pièce contemporaine illustrant l'humour noir du mouvement Panique.
- L'École des ventriloques. Farce anarchiste et conte philosophique, écrit pour acteurs et marionnettes, pantins ou mannequins. Avant même la parution du texte en français (éd. Maëlstrom, Bookleg), la pièce fut jouée en 2008 à Bruxelles au théâtre de la Balsamine (bande annonce) par la compagnie Point Zéro, dans une mise en scène de Jean-Michel d'Hoop, avec Natacha Belova à la création des costumes et marionnettes.
- Les Trois Vieilles, créé au Festival de Spa en 2009, mise en scène de Jean-Michel d'Hoop, avec Natacha Belova à la création des costumes et marionnettes.
- Théâtre sans fin, théâtre complet, Albin Michel, 2015  (ISBN 978-2-226-31728-5)

De nombreux textes pour le théâtre dont Jodorowsky est l'auteur n'ont été à ce jour ni traduits ni édités en français.

#### En tant que metteur en scène
- 2010 : Le Gorille d'après Franz Kafka, au théâtre du Lucernaire, avec Brontis Jodorowsky dans le rôle titre, Élisabeth de Sauvergnac et Sylvie Vanhelle aux costumes et prothèses. Repris en 2019 dans le même théâtre.

### Fables
- Les Araignées sans mémoire, Les Humanoïdes Associés, coll. « La Bibliothèque Humanoïde », Paris, 1980  (ISBN 2-7316-0013-6) ; rééd. Albin Michel, 2010
- Contes paniques, Le Relié, Gordes, 2006  (ISBN 2-914916-83-3)
- Fables Paniques, Actes Sud - l'An 2, 2017  (ISBN 978-2-330-07862-1)

### Romans
- Le Paradis des perroquets, Flammarion (Barroco), Paris, 1984  (ISBN 2-08-064707-5)
- Enquête sur un chemin de terre, Acropole, Paris, 1988  (ISBN 2-7357-0102-6)
- L'Arbre du dieu pendu, Métailié (Bibliothèque hispano-américaine), 1996  (ISBN 2-86424-217-6)
- L'Enfant du Jeudi noir, Métailié (Bibliothèque hispano-américaine), 2000  (ISBN 2-86424-443-8)
- Albina et les hommes-chiens, Métailié (Suites, 40), Paris, 2001  (ISBN 2-86424-385-7)

### Poésie
- L'Échelle des anges, Le Relié, Gordes, 2001  (ISBN 2-909698-72-6) ; rééd. Albin Michel, coll. « Espaces libres », 2005
- De ce dont on ne peut parler, Maelström, Bruxelles, 2002
- Dire ne suffit pas, Le Veilleur, Paris 2003  (ISBN 2-913233-14-7)
- Les Pierres du chemin, Maelström, Bruxelles  (ISBN 2-930355-22-0), Le Veilleur, Paris  (ISBN 2-913233-09-0), 2004
- Solo de amor, Maelström, Bruxelles, 2007. Texte bilingue espagnol-français, traduction de Marianne Costa, David Giannoni et Laurence Tissot. Toutes les traductions de textes déjà publiés sont révisées.

### Essais
- La Sagesse des blagues, Éditions Vivez Soleil, (Développement personnel), Genève, 1994  (ISBN 2-88058-101-X)
- La Sagesse des contes, Vivez Soleil (Développement personnel), Genève, 1997  (ISBN 2-88058-194-X) ; réed. Albin Michel, coll. « Espaces libres », 2007
- Le Doigt et la Lune, Albin Michel (Espaces libres, 72), Paris, 1997  (ISBN 2-226-09290-0)
- Un Évangile pour guérir, Le Relié, Gordes, 2003  (ISBN 2-914916-20-5)
- Le Dieu intérieur, Le Relié, Gordes, 2003  (ISBN 2-914916-33-7)
- Cabaret mystique, Albin Michel, 2008  (ISBN 978-2-226-18290-6)
- Manuel de psychomagie, Albin Michel, 2009  (ISBN 978-2-226-19122-9)
- Métagénéalogie, Albin Michel, 2011  (ISBN 978-2-226-22161-2) coécrit avec Marianne Costa
- La voie de l'imagination, Actes Sud, 2024  (ISBN 978-2-330-18559-6)

### Autobiographie
- La Tricherie sacrée (entretiens avec Gilles Farcet), Dervy-Livres (À mots ouverts), Paris, 1989.  (ISBN 2-85076-311-X) (réédition augmentée Dervy, Paris, 2004  (ISBN 2-84454-275-1))
- Le Théâtre de la guérison (entretiens avec Gilles Farcet), Albin Michel, Paris, 1995  (ISBN 2-226-07477-5), réimp. 2001
- La Danse de la réalité, Albin Michel, Paris, 2001  (ISBN 2-226-13203-1), réimp. 2004
- Mu, le maître et les magiciennes, Éditions Albin Michel, 2005  (ISBN 2-226-14900-7), réed. 2008
- De la cage au grand écran (entretiens avec Jean-Paul Coillard), Éditions K-ïnite, 2009  (ISBN 978-2-915551-09-9)

### Sur le tarot
- La Voie du tarot, en coécriture avec Marianne Costa Albin Michel, Paris, 2004  (ISBN 2-226-15191-5)
- Le Chant du tarot, Le Relié, Gordes, 2004  (ISBN 2-914916-45-0)
- Symbolique du tarot, Emeria, 2001, Gencod : 3760051680107 (cédérom)

## Filmographie partielle

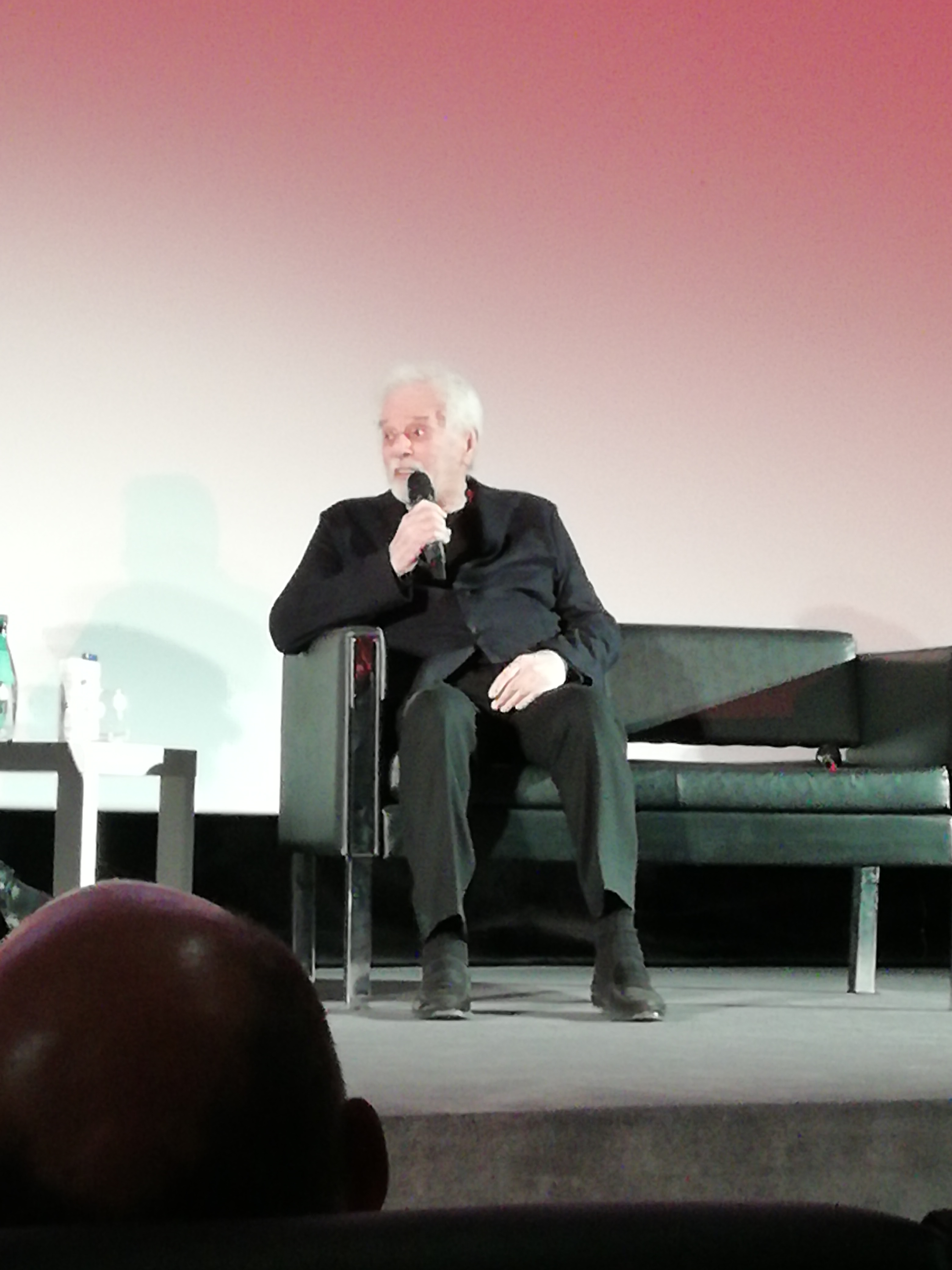
Alejandro Jodorowsky lors d'une rencontre à l'issue de la projection de Poesía sin fin aux Publicis Cinémas.

### Comme réalisateur

#### Courts métrages
- 1957 : La Cravate
- 1965 : Teatro sin fin

#### Longs métrages
- 1968 : Fando et Lis (Fando y Lis)
- 1970 : El topo
- 1973 : La Montagne sacrée (La montaña sagrada)
- 1980 : Tusk
- 1989 : Santa sangre
- 1990 : Le Voleur d'arc-en-ciel (The Rainbow Thief)
- 2013 : La danza de la realidad
- 2016 : Poesía sin fin
- 2019 : Psychomagie, un art pour guérir (documentaire)
- 2022 : Amor puro (en cours de développement)

### Comme acteur
- 1957 : La Cravate d'Alejandro Jodorowsky
- 1968 : Fando et Lis d'Alejandro Jodorowsky : Le Marionnettiste
- 1970 : El topo d'Alejandro Jodorowsky : El Topo
- 1973 : La Montagne sacrée d'Alejandro Jodorowsky : L'alchimiste
- 1994 : La Constellation Jodorowsky de Louis Mouchet : lui-même (documentaire)
- 2003 : Pas si grave de Bernard Rapp : Pablo
- 2006 : Musikanten de Franco Battiato : Ludwig van Beethoven
- 2012 : The Island de Kamen Kalev : Jodo
- 2013 : La danza de la realidad d'Alejandro Jodorowsky : lui-même
- 2016 : Poesía sin fin d'Alejandro Jodorowsky : lui-même
- 2019 : Psychomagie, un art pour guérir d'Alejandro Jodorowsky : lui-même (documentaire)
- 2021 : Les Méchants de Mouloud Achour et Dominique Baumard : Homme mystérieux

### Discographie
- 1970 : El Topo : Bande originale du film (compositeur)
- 1973 : La Montagne Sacrée : Bande originale du film (compositeur)
- 1987 : Mariana Montalvo : Canta a Jodorowsky (textes)
- 2006 : Adanowsky : Étoile éternelle (textes de deux chansons sur le disque de son fils Adan)

## Récompenses et distinctions

### Prix
- 1989 :  Prix Harvey de la meilleure édition américaine d'une œuvre étrangère pour L'Incal (avec Mœbius).
- 1996 :  Alph-Art du scénario au Festival international de la bande dessinée d'Angoulême pour Juan Solo : Fils de flingue[24].
- 1998 :  Prix Micheluzzi du meilleur volume (réédition) pour L'Incal lumière (avec Mœbius).
- 2000 :  Prix Micheluzzi de la meilleure bande dessinée pour La Caste des Méta-Barons (avec Juan Giménez).
- 2001 :  Prix Haxtur de la meilleure histoire longue pour Le Cœur couronné (avec Mœbius) ; et de l'« auteur que nous aimons », pour l'ensemble de son œuvre
- 2003 : Éléphant d'Or du meilleur album de l'année et Prix du public pour Bouncer T2, La Pitié des bourreaux (Les Humanoïdes Associés).
- 2011 : Titre de « grand rectum » de l'Université de Foulosophie[25],[26].
- 2013 :  Prix Adamson du meilleur auteur international pour l'ensemble de son œuvre ;
- 2013 :  Prix Micheluzzi de la meilleure série étrangère pour Bouncer (avec François Boucq) ;
- 2013 : L'astéroïde (261690) Jodorowsky est nommé en son honneur.
- 2016 :  Festival del film Locarno, Pardo d'onore (Pardo d'honneur)

### Décorations
- Officier de l'ordre des Arts et des Lettres Il est promu au grade d'officier par l'arrêté du 13 février 2015[27].

### Hommage
Une rétrospective lui est consacrée à la Cinémathèque française en 2019.
Une nouvelle rétrospective lui est consacrée par les cinémas du réseau Dulac en 2024. A cette occasion des versions remontées inédites de ses films Tusk et Le Voleur d'arc-en-ciel sont présentées.

## Critiques et controverses
Lorsque le premier long métrage de Jodorowsky, Fando et Lis, est présenté en première au Festival du film d'Acapulco en 1968, la projection est controversée et se transforme en émeute en raison de son contenu graphique. Jodorowsky doit quitter la salle en se faufilant dehors dans une limousine qui l'attend, et lorsque la foule à l'extérieur de la salle le reconnaît, la voiture est bombardée de pierres. La semaine suivante, le film a fait salle comble à Mexico, mais de nouvelles bagarres éclatent et le film est interdit par le gouvernement mexicain. Jodorowsky lui-même a failli être expulsé et la controverse a alimenté les journaux mexicains.
Au sujet du tournage d'El Topo, Jodorowsky aurait déclaré au début des années 1970 :

« Quand j'ai voulu faire la scène du viol, j'ai expliqué à [Mara Lorenzio] que j'allais la frapper et la violer. Il n'y avait aucune relation émotionnelle entre nous, car j'avais mis une clause dans les contrats de toutes les femmes stipulant qu'elles ne feraient pas l'amour avec le réalisateur. Nous n'avions jamais parlé l'une à l'autre. Je ne savais rien d'elle. Nous sommes allés dans le désert avec deux autres personnes : le photographe et un technicien. Personne d'autre. J'ai dit : « Je ne vais pas répéter. Il n'y aura qu'une seule prise car il sera impossible de la répéter. Ne faites tourner les caméras que lorsque je vous le signalerai ». Puis je lui ai dit : « La douleur ne fait pas mal. Frappe-moi ». Et elle m'a frappé. J'ai dit : « Plus fort ». Et elle a commencé à me frapper très fort, assez fort pour me casser une côte... J'ai eu mal pendant une semaine. Après qu'elle m'ait frappé assez longtemps et assez fort pour la fatiguer, j'ai dit, 'Maintenant c'est mon tour. Fais tourner les caméras. Et j'ai vraiment... j'ai vraiment... je l'ai vraiment violée. Et elle a crié... Puis elle m'a dit qu'elle avait déjà été violée auparavant. Vous voyez, pour moi le personnage est frigide jusqu'à ce qu'El Topo la viole. Et elle a un orgasme. C'est pourquoi je montre un phallus en pierre dans cette scène... qui crache de l'eau. Elle a un orgasme. Elle accepte le sexe masculin. Et c'est ce qui est arrivé à Mara dans la réalité. Elle avait vraiment ce problème. Une scène fantastique. Une scène très, très forte. »

Dans le documentaire Jodorowsky's Dune, Jodorowsky déclare : 

« Quand vous faites un film, vous ne devez pas respecter le roman. C'est comme se marier... si vous respectez la femme, vous n'aurez jamais d'enfant. Vous devez ouvrir le costume et violer la mariée - et alors vous aurez votre film. Je violais Frank Herbert... mais avec amour »

À la suite de ces déclarations présumées, Jodorowsky a été critiqué,. Matt Brown de Screen Anarchy a écrit qu'« il est plus facile de dissimuler un certain type de criminalité derrière le tampon du temps - il est vrai qu'Alejandro Jodorowsky a déclaré dans son livre sur le tournage du film avoir violé Mara Lorenzio pendant le tournage d'El Topo — bien qu'il l'ait nié par la suite — mais aujourd'hui, il n'est plus que le vieux cinglé hilarant de Jodorowsky's Dune ! ». Emmet Asher-Perrin de Tor.com a qualifié Jodorowsky d'« artiste qui tolère le viol comme un moyen de parvenir à une fin dans le but de créer de l'art. Un homme qui semble croire que le viol est quelque chose dont les femmes ont "besoin" si elles ne peuvent pas accepter le pouvoir sexuel masculin par elles-mêmes ». Jude Doyle de Elle a écrit que Jodorowsky « taquine l'idée d'une scène de viol non simulé dans son film classique culte El Topo depuis des décennies... bien qu'il ait décrit ailleurs le sexe non simulé dans cette scène comme consensuel », et a poursuivi en déclarant que la citation « n'a pas mis en danger son statut d'icône de l'avant-garde ».
De son côté, se replaçant dans le contexte du début des années 1970, Alejandro Jodorowsky a répondu avoir vu dans cette déclaration à l’époque le moyen de provoquer la scène hollywoodienne, afin de s’en faire remarquer : « Ces mots : « J’ai violé mon actrice », ont été prononcés il y a cinquante ans par El Topo, un bandit vêtu de cuir noir que personne ne connaissait. Ce sont des mots, pas des faits, une publicité surréaliste pour entrer dans le monde du cinéma à partir d’une position d’obscurité. Je n’approuve pas l’acte de viol, mais j’ai exploité le caractère choquant de la déclaration à l’époque, après des années de mouvement de panique et d’autres itérations de l’exploitation du choc pour motiver une libération énergique».
L’artiste a exprimé le regret que cela soit interprété au premier degré tout en reconnaissant le questionnement symbolique que cela peut poser aujourd’hui : « Je reconnais que cette déclaration est problématique dans la mesure où elle présente une violence fictive à l'encontre d'une femme (…), et maintenant, cinquante ans plus tard, je regrette que cela soit lu comme une vérité. Ma pratique est centrée sur la guérison et l'amour. J'invite à poursuivre le dialogue dans un esprit de progrès.»
Alejandro Jodorowsky conteste avoir violé Mara Lorenzio lors du tournage de son film culte El Topo, expliquant à quel point cette accusation est absurde dans les conditions d’un tel tournage. Dans un long texte posté sur ses réseaux sociaux, le réalisateur affirme que le tournage d’une scène telle que celle-ci implique la mobilisation de nombreux techniciens et déclare qu’il « n’aurait jamais pu violer une actrice devant un nombre aussi important de personnes ».
Dans cette polémique, Alejandro Jodorowsky a notamment obtenu le soutien de sa femme, Pascale Montandon-Jodorowsky, laquelle a affirmé en 2019 dans un texte repris par le New York Times que l’artiste n’avait jamais violé quiconque, et l’a décrit comme un « homme respectueux, généreux et profondément bon », soumis à des « attaques, des scandales, des intimidations, des menaces, des calomnies », condamnant la censure artistique fondée sur la peur du scandale induite par de fausses rumeurs.